# 卓敬
卓 敬（たく けい、? - 1402年）は、明初の官僚。字は惟恭。本貫は温州府瑞安県。

## 生涯
卓伯毅の子として生まれた。1388年（洪武21年）、進士に及第した。戸科給事中に任じられ、直言して遠慮会釈がなかった。ときに諸王の服制が皇帝に近いものであったため、卓敬は嫡庶尊卑の序列を乱すと訴えて、洪武帝に重んじられた。1389年（洪武22年）、給事中から元士と官を改められ、まもなく源士と改められた。ほどなく給事中の称にもどされた。官を歴任して戸部侍郎に上った。
建文初年、卓敬は燕王朱棣を北平から南昌に移封するように上疏し、翌日召し出されて建文帝の諮問を受けたが、移封は結局実施されなかった。
1402年（建文4年）、永楽帝が即位すると、卓敬は捕らえられて、かつて燕王の移封を建議し、骨肉を離間したと責められた。卓敬は声を張り上げて「惜しむべきは先帝が卓敬の言を用いなかったことだけである」といった。永楽帝は怒ったが、なおもその才能を惜しんで、獄に繋ぐよう命じ、人を派遣して管仲や魏徴が新君に仕えた故事を引いて説得させた。卓敬は「先帝は過失なく殺され簒奪された。死んで地下で先帝に会えれば恨みはないのに、どうしてわたしを臣下として欲するのか」と泣いていった。姚広孝は以前から卓敬と仲が悪かったため、「卓敬の言が本当に用いられていたならば、陛下の今日はありませんでした」と進言した。そこで永楽帝は卓敬を斬らせ、その三族を処刑させた。1645年（弘光元年）、南明の福王政権により太子太保の位を追贈された。諡を忠貞といった。著書に『卓氏遺書』50巻があった。